# Supertaça Portuguesa de Polo Aquático Masculino
A Supertaça de Portugal de Polo Aquático (English: Supercup of Portugal's Water Polo) é uma competição organizada pela Federação Portuguesa de Natação, e tem a designação de Supertaça Carlos Meinêdo, esta competição é disputada entre o vencedor ou finalista da Taça de Portugal e o vencedor do Campeonato Nacional, teve o seu inicio na época de 1986/87. Desde 1989 até 2002 esta prova não se realizou. 
O Sport Comércio e Salgueiros é o clube com mais títulos (7) seguido pelo Vitória Sport Clube (4), Clube Fluvial Portuense, Paredes (3), Portinado (2) e o CDUP, Sport Algés e Dafundo e o Clube Propaganda Natação são os restantes vencedores, todos com (1) respectivamente.

## Supertaça de Portugal de Polo Aquático
| Época      | Data                                    | Local                                   | Vencedor                                | Resultado                               | Finalista                               |
| 2024       | 06/10/2024                              | Piscina Municipal de Felgueiras         | Vitória Sport Clube                     | 13 – 12 (3-3, 3-4, 5-2, 2-3)            | Clube Fluvial Portuense                 |
| 2023       | 07/10/2023                              | Piscina Municipal de Felgueiras         | Vitória Sport Clube                     | 17 – 11 (7-1, 3-4, 3-2, 4-4)            | SSCM Paredes                            |
| 2022       | 05/10/2022                              | Piscina Municipal de Felgueiras         | Clube Fluvial Portuense                 | 13 – 9 (2-2, 4-2, 3-1, 4-4)             | Vitória Sport Clube                     |
| 2021       | 16/10/2021                              | Piscina Municipal de Felgueiras         | Vitória Sport Clube                     | 16 – 13 (3-3, 5-2, 3-4, 5-4)            | Clube Fluvial Portuense                 |
| 2020       | Cancelado devido à pandemia de COVID-19 | Cancelado devido à pandemia de COVID-19 | Cancelado devido à pandemia de COVID-19 | Cancelado devido à pandemia de COVID-19 | Cancelado devido à pandemia de COVID-19 |
| 2019       | 28/09/2019                              | Piscina Municipal de Felgueiras         | Vitória Sport Clube                     | 16 – 11 (3-4, 4-1, 6-3, 3-3)            | Clube Fluvial Portuense                 |
| 2018       | 06/10/2018                              | Piscina Municipal de Felgueiras         | Clube Fluvial Portuense                 | 11 – 7 (2-1, 2-2, 3-1, 4-3)             | SSCM Paredes                            |
| 2017       | 23/09/2017                              | Piscina Municipal de Felgueiras         | Clube Fluvial Portuense                 | 17 – 6 (5-0, 6-3, 4-2, 2-1)             | SSCM Paredes                            |
| 2016       | 23/10/2016                              | Piscina Municipal de Felgueiras         | SSCM Paredes                            | 9 – 8 (1-3, 1-4, 3-0, 5-1) b)           | Clube Fluvial Portuense                 |
| 2015       | 03/10/2015                              | Piscina Municipal de Felgueiras         | SSCM Paredes                            | 12 – 8 (5-2, 3-2, 1-3, 3-1)             | CDUP                                    |
| 2014       | 04/10/2014                              | Piscina Municipal de Felgueiras         | SSCM Paredes                            | 17 – 12 (2-1, 3-4, 6-3, 6-4)            | Clube Naval Povoense                    |
| 2013       | Não se realizou                         | Não se realizou                         |                                         |                                         |                                         |
| 2012       |                                         |                                         | Sport Comércio e Salgueiros             | a)                                      | Portinado                               |
| 2011       | 08/10/2011                              | Piscina de Recarei, Paredes             | Sport Comércio e Salgueiros             | 10 – 5 (2-1, 1-1, 4-2, 3-1)             | Portinado                               |
| 2010       | 09/10/2010                              | Piscina Municipal de Felgueiras         | Portinado                               | 13 – 12 (?-?, ?-?, ?-?)                 | Sport Comércio e Salgueiros             |
| 2009       | 17/10/2009                              | Piscina Municipal de Felgueiras         | Portinado                               | 12 – 7 (3-1, 2-2, 5-1, 2-3)             | Sport Comércio e Salgueiros             |
| 2008       | 11/10/2008                              | Piscina Municipal de Felgueiras         | Sport Comércio e Salgueiros             | 8 – 7 (0-4, 3-2, 2-1, 3-0)              | Clube Natação da Amadora                |
| 2007       | 20/10/2007                              | Piscina Municipal de Felgueiras         | Sport Comércio e Salgueiros             | 15 – 6 (2-0, 3-1, 6-4, 4-1)             | Clube Natação da Amadora                |
| 2006       | 14/10/2006                              | Piscina Municipal de Felgueiras         | Sport Comércio e Salgueiros             | 14 – 7 (4-2, 4-3, 4-2, 2-0)             | CDUP                                    |
| 2005       | 15/10/2005                              | Piscina Municipal de Felgueiras         | Sport Comércio e Salgueiros             | 12 – 7                                  | Clube Natação da Amadora                |
| 2004       | 30/10/2004                              | Piscina Municipal de Felgueiras         | Clube Propaganda Natação                | 9 – 6                                   | Sport Comércio e Salgueiros             |
| 2003       | 18/10/2003                              | Piscina Municipal de Felgueiras         | Sport Comércio e Salgueiros             | 8 – 3                                   | Clube Propaganda Natação                |
| 1988- 2002 | Não se realizou                         | Não se realizou                         |                                         |                                         |                                         |
| 1988       | 10/12/1988                              | Piscina Municipal de Olivais            | Sport Algés e Dafundo                   | 9 – 7                                   | CDUP                                    |
| 1987       | 13/12/1987                              | Piscina Municipal de Olivais            | CDUP                                    | 8 – 7                                   | Sport Algés e Dafundo                   |

Nota:
a) Em 2011-2012 – O Portinado não compareceu na final por questão financeira, protestando que a Supertaça se realiza sempre no norte de Portugal (Salgueiros vence por renúncia de Portinado)
b) Em 2015-2016 – Nesta final o total dos parciais somado da 10-8, mas o resultado final foi 9-8, o que significa que um dos parciais esta incorreto.